# Chaos technique
Pour plus de détails, voir Fiche technique et Distribution.
Chaos technique est un téléfilm français réalisé en 1998 d'une durée de 92 minutes par Laurent Jaoui Zerah.

## Synopsis
un professeur de physique retrouve son ancien camarade de classe qui est perdu de vue depuis 20 ans.

## Fiche technique
Sauf indication contraire, les informations mentionnées dans cette section peuvent être confirmées par la base de données cinématographiques IMDb,  présente dans la section « Liens externes ».
- Titre original : Chaos technique
- Réalisation : Laurent Jaoui Zerah
- Scénario : Bertrand Eluerd, Olivier Roche, Laurent Vachaud et Laurent Zerah
- Direction artistique : Samuel Teisseire
- Son : Frédéric Hamelin
- Montage : Claudine Dumoulin
- Musique : François Staal
- Production : Caroline Adrian et Marie Masmonteil
- Sociétés de production : Elzévir Films et M6
- Pays d'origine :  France
- Langue originale : français
- Format : couleur
- Genre : Drame
- Durée : 92 minutes
- Sortie : 22 avril 1998

## Distribution
Sauf indication contraire, les informations mentionnées dans cette section peuvent être confirmées par la base de données cinématographiques IMDb,  présente dans la section « Liens externes ».
Personnages principaux
- Patrick Catalifo : François Bara
- Isabelle Gélinas : Béatrice
- Didier Bénureau : Herbert Lowry
- Audrey Tautou : Lisa
- Georges Trillat : Barnier

Autres
- Stéphanie Bataille